# Bobrowniki (Będzin)
Bobrowniki [bɔbrɔvˈɲikʲi] (em alemão:  Bobrownik) é uma aldeia localizada no condado de Będzin, voivodia de Silésia, no sul da Polônia. É a sede da região administrativa da comuna de Bobrowniki. A aldeia tem uma população de 2 926 habitantes.